# Krasnopillia (oblast de Soumy)
Krasnopillia (ukrainien : Краснопілля, russe : Краснополье) est une commune urbaine de l'oblast de Soumy, en Ukraine. Elle compte 7 849 habitants en 2021.

## Histoire
Le 1er octobre 2023, durant la invasion de l'Ukraine par la Russie, l'administration militaire de l'oblast de Soumy indique que les forces russes ont largué 40 bombes sur la ville
.

## Sources et références
1. ↑  (uk + en) Service des statistiques publiques d'Ukraine (uk), Чисельність наявного населення України на 1 січня 2021 [« Population présente en Ukraine au 1er janvier 2021 »] (Publication statistique), Kiev,‎ 2021, 50 p. (lire en ligne [PDF])
2. ↑  L'oblast de Soumy pilonné par les Russes, selon l’administration militaire régionale